# Kristin Godridge
Kristin Godridge (7 febbraio 1973) è un'ex tennista australiana, successivamente naturalizzata cittadina di Hong Kong.

## Carriera
In carriera ha vinto un titolo di doppio, il Clarins Open nel 1990, in coppia con Kirrily Sharpe. Nei tornei del Grande Slam ha ottenuto il suo miglior risultato raggiungendo il quarto turno nel singolare a Wimbledon nel 1992.
Con la squadra australiana di Fed Cup ha disputato un totale di 2 partite, collezionando una vittoria e una sconfitta, mentre con la squadra di Hong Kong ha giocato un totale di 5 partite, ottenendo altrettante sconfitte.

## Statistiche

### Doppio

#### Vittorie (1)
| Numero | Anno              | Torneo               | Superficie  | Compagna       | Avversarie in finale              | Punteggio     |
| 1.     | 23 settembre 1990 | Clarins Open, Parigi | Terra rossa | Kirrily Sharpe | Alexia Dechaume Nathalie Herreman | 4-6, 6-3, 6-1 |

#### Finali perse (1)
| Numero | Anno             | Torneo                        | Superficie | Compagna    | Avversarie in finale               | Punteggio     |
| 1.     | 19 novembre 1995 | Pattaya Women's Open, Pattaya | Cemento    | Nana Miyagi | Jill Hetherington Kristine Radford | 6-2, 4-6, 3-6 |

### Risultati in progressione
| Sigla | Risultato               |
| ----- | ----------------------- |
| V     | Vincitore               |
| F     | Finalista               |
| SF    | Semifinalista           |
| O     | Oro olimpico            |
| A     | Argento olimpico        |
| SF    | Bronzo olimpico         |
| QF    | Quarti di Finale        |
| 4T    | Quarto turno            |
| 3T    | Terzo turno             |
| 2T    | Secondo turno           |
| 1T    | Primo turno             |
| RR    | Round Robin             |
| LQ    | Turno di qualificazione |
| A     | Assente                 |
| ND    | Non disputato           |

| Legenda superfici    |
| -------------------- |
| Cemento              |
| Terra battuta        |
| Erba                 |
| Superficie variabile |

#### Singolare nei tornei del Grande Slam
| Torneo          | 1990 | 1991 | 1992 | 1993 | 1994 | 1995 | 1996 |
| --------------- | ---- | ---- | ---- | ---- | ---- | ---- | ---- |
| Australian Open | 1T   | 1T   | 1T   | 1T   | 1T   | 2T   | 1T   |
| Open di Francia | 1T   | 2T   | A    | A    | A    | A    | 1T   |
| Wimbledon       | A    | 1T   | 4T   | A    | A    | A    | 1T   |
| US Open         | A    | 2T   | 1T   | A    | A    | A    | A    |

#### Doppio nei tornei del Grande Slam
| Torneo          | 1990 | 1991 | 1992 | 1993 | 1994 | 1995 | 1996 |
| --------------- | ---- | ---- | ---- | ---- | ---- | ---- | ---- |
| Australian Open | 1T   | 3T   | 2T   | 1T   | 1T   | 1T   | 1T   |
| Open di Francia | A    | 2T   | 2T   | 2T   | 1T   | 1T   | 1T   |
| Wimbledon       | 2T   | 1T   | 1T   | 1T   | A    | 1T   | 1T   |
| US Open         | A    | 2T   | 1T   | A    | A    | A    | A    |

#### Doppio misto nei tornei del Grande Slam
| Torneo          | 1991 | 1992 | 1993 | 1994 | 1995 | 1996 |
| --------------- | ---- | ---- | ---- | ---- | ---- | ---- |
| Australian Open | A    | 1T   | A    | A    | A    | A    |
| Open di Francia | A    | A    | A    | A    | 1T   | A    |
| Wimbledon       | 1T   | A    | A    | A    | A    | 1T   |
| US Open         | A    | A    | A    | A    | A    | A    |